# Xã Star Valley, Quận Gregory, Nam Dakota
Xã Star Valley (tiếng Anh: Star Valley Township) là một xã thuộc quận Gregory, tiểu bang Nam Dakota, Hoa Kỳ. Năm 2010, dân số của xã này là 68 người.